# Берковецьке кладовище
Беркове́цьке (Міське) кладовище — найбільший некрополь України, розташований у Києві, поблизу місцевості Берковець, за адресою: вул. Стеценка, 18.

## Історія
Створене 1957 року території місцевості Берковець як нове Міське кладовище. Розташоване вздовж вулиць Стеценка та Газопровідної. З вулиці Стеценка влаштовано головний вхід з парадною аркою. Займає площу 129 га разом з церквою та ритуальними службами, та за цією площею є найбільшим в Україні (за площею власне некрополя найбільшим є Таїровське (Новоміське) кладовище в Одесі). У центрі некрополя — ритуальний зал. На території кладовища розташована церква Ікони Божої Матері «Всіх скорботних радосте».
Крім дільниць звичайного призначення, частину кладовища було виділено під перенесення сюди поховань із запланованого до закриття та зносу Лук'янівського єврейського кладовища. Було перенесено прах лідера київського єврейства, доктора Макса Мандельштама та головного рабина Києва Нухима Вайсблата, споруджено спеціальні склепи цадиків (праведників) династії Тверських.
Окрема ділянка присвячена військовослужбовцям — учасникам бойових дій в Афганістані. З 1 серпня 1982 року закрите для масових поховань, дозволено підпоховання у родинну могилу.
Із 2014 року окрема ділянка виділена для поховання загиблих у війні на сході України.
З російським повномасштабним вторгненням в Україну у 2022 році ділянки 42, 86 та 102 були виділені для почесних поховань загиблих учасників війни, які були зареєстровані у Києві, або які воювали у лавах військових частин Сил територіальної оборони ЗСУ Києва та добровольчих формувань територіальної громади Києва.

## Галерея

План-схема кладовища
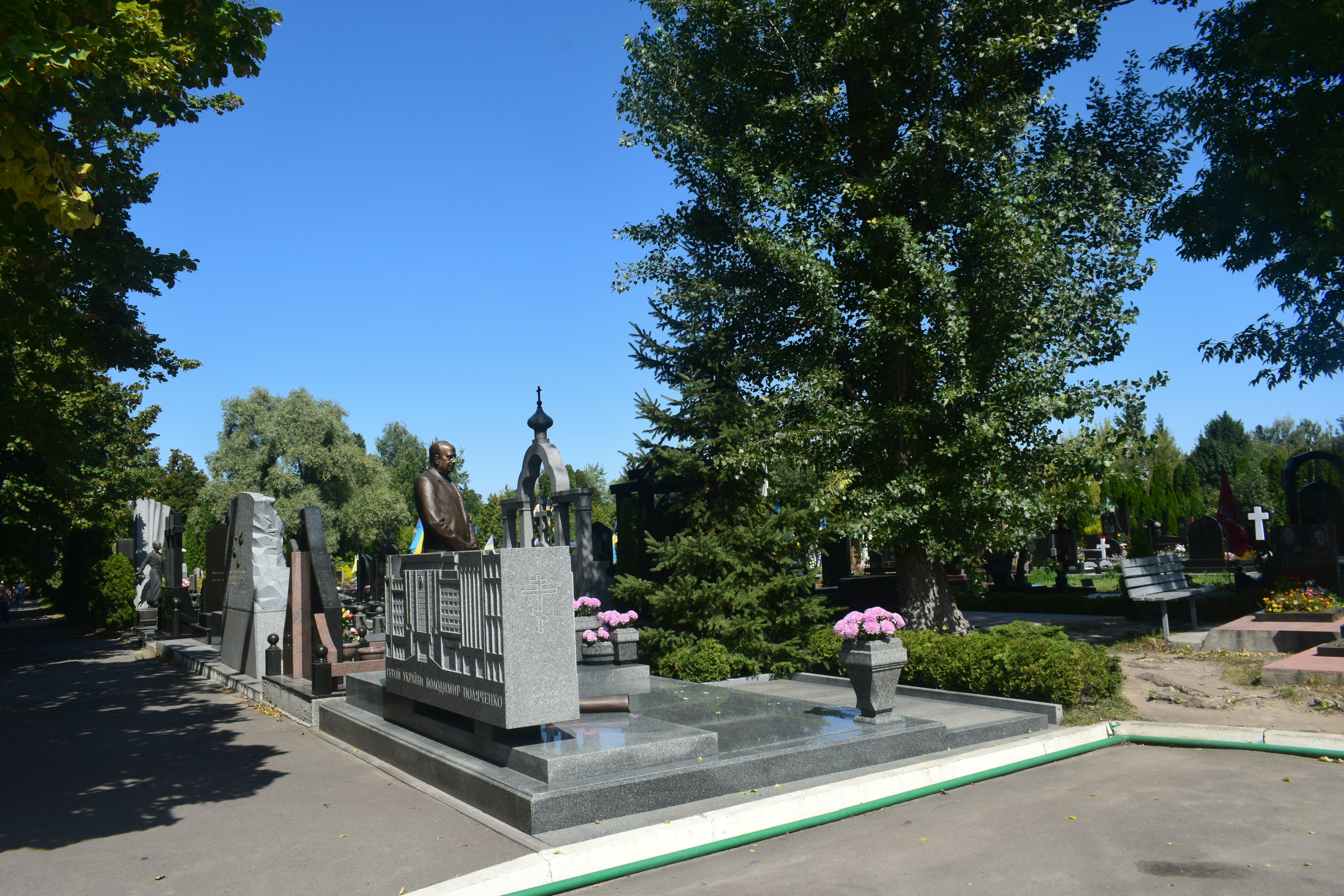
Початок кладовища
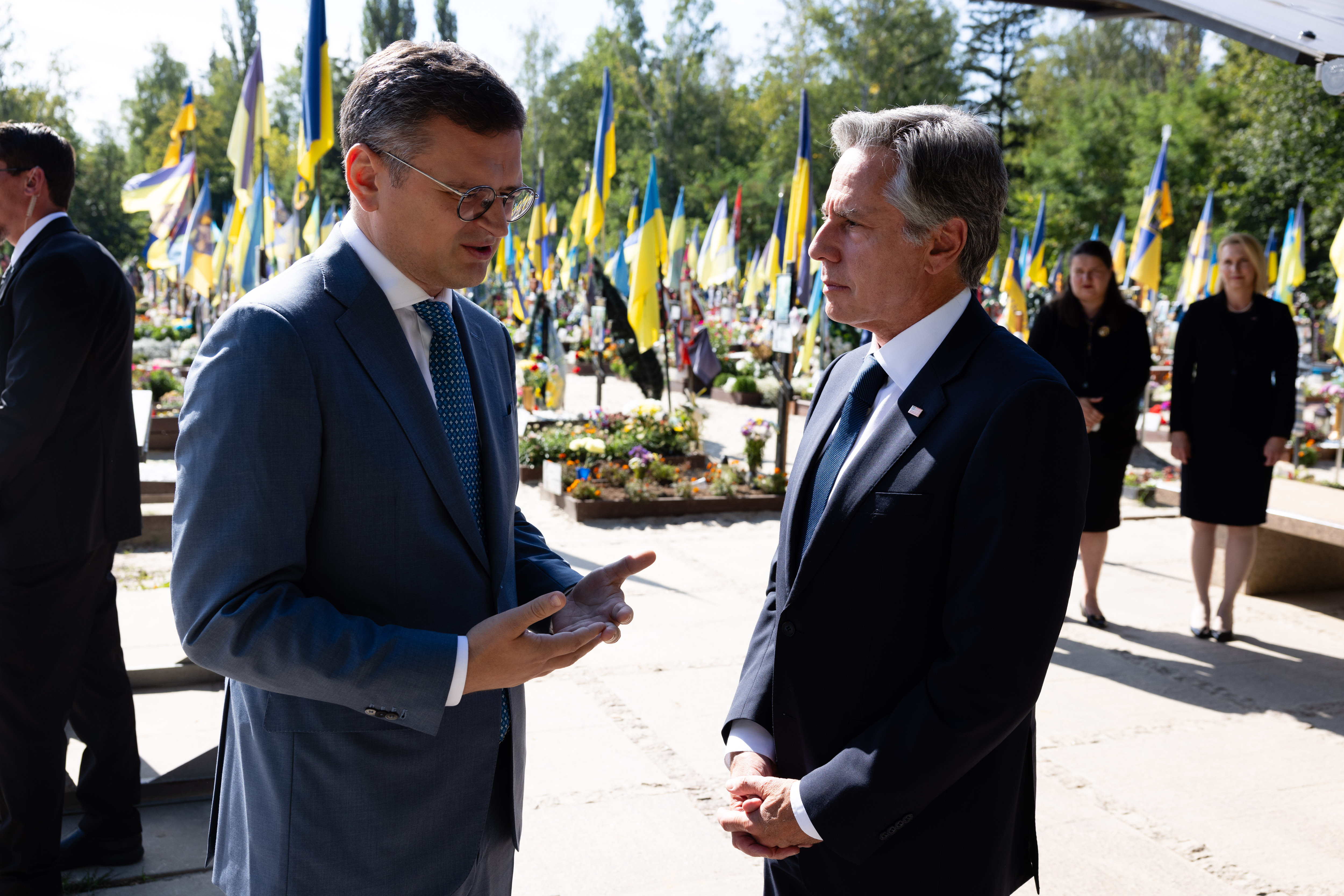
Міністр закордонних справ України Дмитро Кулеба та державний секретар США Ентоні Блінкен під час візиту до могил полеглих військовослужбовців, вересень 2023 року